# Demonstrationerna i Hongkong 2019
Demonstrationerna i Hongkong 2019 är en rad återkommande protestaktioner och demonstrationer i centrala Hongkong. Protesterna, som pågått sedan 15 mars 2019 och intensifierades i början av juni, inleddes med att demonstranter ville stoppa ett lagförslag som skulle tillåta utlämning av misstänkta brottslingar från Hongkong till Fastlandskina och andra områden där utlämningsavtal inte finns idag. Lagen föreslogs av den pro-kinesiska ledningen i Hongkong med löften att lagen inte skulle kunna användas mot personer som förföljs av politiska eller religiösa skäl. Kritiker oroar sig för att Kina inte kommer att hålla sådana löften och att lagen kommer att användas för att häkta och utlämna politiska dissidenter till den kinesiska regimen. 15 juni meddelade Hongkongs chefminister Carrie Lam att lagförslaget "skjutits upp på obestämd tid", och den 9 juli kom beskedet att lagförslaget "dött". Demonstranterna krävde dock att lagförslaget formellt skulle dras tillbaka helt och hållet och protesterna fortsatte.

## Bakgrund
Efter att Storbritannien 1842 gått segrande ur det första opiumkriget mot Kina stipulerades det att Kina skulle avstå Hongkongön och ön blev en brittisk kronkoloni. Brittiska Hongkong styrdes av en guvernör som svarade inför den brittiska regeringen. Ön blev en viktig flottbas och handelsstad, och under 1950-talet uppstod en stor tillverkningsindustri i Hongkong och staden blomstrade som ett internationellt handelscentrum. Hongkong blev även populärt som en tillflyktsort för migranter som flydde politisk förföljelse och instabilitet i fastlandskina. 1997 lämnade britterna över Hongkong till Kina och den kommunistiska fastlandsregeringen meddelade att principen "ett land, två system" skulle gälla de följande 50 åren. Detta innebar i praktiken att Hongkong kunde åtnjuta en hög grad av självständighet med oberoende rättssystem, högre grad av press- och yttrandefrihet och marknadsekonomi samt en egen valuta i form av hongkongdollar. Kina skulle dock i fortsättningen ansvara för regionens försvars- och utrikespolitik.
Under senare år har missnöje med Kinas ökade inflytande yttrat sig allt oftare. Spänningar råder beträffande hur mycket av ett demokratiskt system som ska råda i Hongkong. Kritiker menar att Hongkongs oberoende hotas då Hongkongs pro-kinesiska ledare har diskvalificerat valda lagstiftare, förbjudit aktivister från att ställa upp i val, fängslat demokratiförespråkare och sett mellan fingrarna när meningsmotståndare kidnappats och förts till Kina. Under paraplyrevolutionen 2014 demonstrerade hundratusentals hongkongbor mot ett förslag från fastlandsregeringen att införa en särskild valberedning som fick rätt att avgöra vilka kandidater som hade rätt att ställa upp i allmänna val.

## Demonstranternas krav
Demonstranterna samlas i huvudsak kring fem krav:
1. Lagförslaget kring utlämningar ska bli formellt återkallat.
2. Protesterna ska inte benämnas av myndigheterna som "upplopp"
3. Alla demonstranter som gripits under protesterna ska släppas fria
4. Skapa en oberoende kommitté som ska utreda polisens användande av våld under protesterna
5. Upplösande av det nuvarande parlamentet och införande av allmän rösträtt

Carrie Lam lämnade 4 september besked i ett förinspelat, tv-sänt meddelande att det kritiserade lagförslaget gällande utlämningar dragits tillbaka helt och hållet.